# Services Provider License Agreement
Services Provider License Agreement (SPLA) — лицензионное соглашение, позволяет поставщикам услуг и независимым разработчикам программного обеспечения лицензировать продукты Microsoft и предоставлять их своим клиентам в качестве услуг.
При предоставлении программного обеспечения как услуги заказчики получают доступ к лицензионным продуктам, могут выводить на экран и запускать приложения, а также иным способом работать с лицензионными продуктами Майкрософт. Программа SPLA идеально подходит для компаний-поставщиков услуг доступа в Интернет или услуг связи, которые стремятся расширить спектр своих предложений «облачными» услугами. Программа SPLA может быть задействована для создания «облачных» вычислительных центров в крупных компаниях, государственных учреждениях или в сфере образования. Программа также выгодна для лицензирования ПО Microsoft сервисных компаний крупных холдингов.
Программа подходит для организации, если её деятельность связана с одной из следующих областей:
- Web-хостинг.
- Аренда (хостинг) приложений на платформе Microsoft.
- Интернет-доступ, телекоммуникации.
- Системная интеграция, аутсорсинг IT-инфраструктуры.
- Аутсорсинг бизнес-процессов.
- Разработка программного обеспечения на платформе Microsoft с возможностью продажи по модели SaaS.
- Аренда серверного оборудования и персональных компьютеров.
- Услуги IT-обучения.
- Любая другая деятельность, связанная с предоставлением услуг на основе ПО Microsoft.

## Варианты Лицензирования по SPLA
- «На подписчика». Лицензия типа Subscriber Access License (SAL) требуется для каждого пользователя или устройства. При этом в данном варианте лицензирования не требуется отдельной серверной лицензии, а подписчик может получать доступ к любому количеству серверов.
- «На процессор». Лицензия типа Processor License (PL) позволяет неограниченному числу пользователей получать доступ к продукту, работающему на данном процессоре.

Если для продукта лицензирование доступно по обоим вариантам, то вы как поставщик услуг сможете свободно 1 раз в месяц менять тип используемых вами лицензий. Как показывает практика, тип лицензирования «на подписчика» является более выгодным в начале работы, так как в этом случае ваши лицензионные отчисления напрямую зависят от количества клиентов. При достижении определенного порога, вы сможете оптимизировать свои расходы, перейдя к процессорному варианту лицензирования.

## Примеры продуктов, доступных по программе SPLA
- Платформа: Windows Server.

Взаимодействие: Microsoft Exchange Server, Microsoft Lync Server.
Совместная работа: Microsoft SharePoint Server.
Бизнес-приложения: Microsoft Dynamics CRM.
Управление: Windows System Center.
Хранение данных: Microsoft SQL Server.
Пользовательские приложения
Microsoft Office.